# کاسپاز ۲
کاسپاز ۲ (انگلیسی: Caspase-2) که با نام‌های دیگری همچون «ICH-1» و «NEDD-2» هم شناخته می‌شود، نام یک آنزیم از خانوادهٔ کاسپازهاست که کارش تجزیه و شکافت برخی پروتئین‌هاست.
این آنزیم پپتیدها را به‌طور ترجیحی در توالی والین-آسپارتات-والین-آلانین-آسپارتات می‌شکند.
کاسپاز ۲ همچون کاسپاز ۸، کاسپاز ۹ و کاسپاز ۱۰، از کاسپازهای «آغازگر» است.